# Пац, Юзеф
 Юзеф Франциск Пац (1685 — октябрь 1764) — государственный и военный деятель Великого княжества Литовского, каштелян жамоитский и староста зёловский.

## Биография
Представитель литовского магнатского рода Пацов герба «Гоздава». Сын хорунжего надворного литовского Яна Казимира Паца (ок. 1650—1696) и Людвики Терезы Слушки. Брат — староста вилейский и пинский  Пётр Пац (ум. 1756).
Маршал Брестского сейма 1719 года. В 1735 году вместе со Станиславом Лещинским находился в Кёнигсберге, где вступил в Дзиковскую конфедерацию
В [1754 году был награждён Орденом белого орла